# 景古镇
景古镇，是中华人民共和国甘肃省临夏回族自治州康乐县下辖的一个乡镇级行政单位。

## 行政区划
景古镇下辖以下地区：
阿姑山村、安龙村、八字沟村、坟湾村、景古村、牟家沟村、秦家河村、王家沟村、温家河村和线家滩村。